# Leptacis curvispinus
Leptacis curvispinus är en stekelart som beskrevs av Mikhail Vasilievich Kozlov 1978. Leptacis curvispinus ingår i släktet Leptacis och familjen gallmyggesteklar. Inga underarter finns listade i Catalogue of Life.